# 灵盐节度使
晚唐至五代的节度使。德宗大历十四年，由朔方节度使析置的京西北八镇之一。下设灵盐等州池井榷盐使，掌管盐业。
初管辖灵州（今宁夏吴忠西北古城镇）、盐州（今陕西定边）、夏州（今陕西靖边北）、丰州（今内蒙古五原）、西受降城、定远军、丰安军、天德军。其后又将地分出。